# Кемпка, Эрих
Э́рих Ке́мпка (нем. Erich Kempka; 16 сентября 1910, Оберхаузен, Пруссия — 24 января 1975, Фрайберг-на-Неккаре) — личный шофёр Адольфа Гитлера с 1932 по 1945 год.

## Биография
Родился в польской семье шахтёра, в которой было 10 детей. Окончил восьмилетнюю школу, затем учился на электротехника. Окончив училище в 1928 году, поступил механиком в фирму DKW, где работал до 31 марта 1930 года.
1 апреля 1930 года вступил в НСДАП и СС и стал работать шофёром в гау Эссен. 29 февраля 1932 года зачислен в охрану Гитлера и назначен вторым шофёром Гитлера, замещавшим при необходимости основного шофера Юлиуса Шрека. После смерти Шрека в 1936 году занял его место, одновременно став начальником гаража (в 1945 году гараж насчитывал до 40 единиц подвижного состава, которые обслуживали около 60 водителей и механиков; Кемпка к тому времени имел чин оберштурмбаннфюрера).
В октябре 1944 года под давлением со стороны Гитлера и Бормана развёлся с женой, которую в окружении Гитлера недолюбливали за личные качества и острый язык. Мотивом для развода Гитлер и Борман избрали сомнения в источниках дохода жены Кемпки до замужества, обвинив Кемпку в близорукости. Развод был организован Борманом, что стало известно впоследствии из его писем к жене. Кемпка снял бывшей жене квартиру на Курфюрстендамм, продолжая поддерживать отношения. Сам он жил в районе, где возле входа в бункер рейхсканцелярии располагались её гаражи и автомастерские.
Благодаря своей близости к Гитлеру стал свидетелем и участником многих исторических событий того времени (в частности, участвовал в аресте Эрнста Рёма). В апреле 1945 года был одним из лиц, ответственных за сожжение трупов Гитлера и Евы Браун. Кемпке было поручено выделить для этого 200 литров бензина, но в наличии имелось всего 160—180 литров. Чтобы восполнить недостачу, он приказал своим работникам слить бензин из неисправных машин, повреждённых в ходе боевых действий.
В начале мая 1945 года Кемпке удалось пробраться из Берлина в Берхтесгаден, где 18 июня (по другим данным — 20-го) он был арестован американскими солдатами. До октября 1947 года содержался в лагерях. После освобождения жил в Мюнхене, а впоследствии переехал во Фрайберг-на-Неккаре.

## Мемуары
В 1950 году мюнхенское издательство «Kyrburg Verlag» выпустило воспоминания Кемпки под названием «Я сжёг Адольфа Гитлера». В этой книге он доступно рассказывает о 13 годах работы шофёром Гитлера вплоть до последних дней войны, проведенных в бункере фюрера, также подробно описывая сожжение трупов супружеской пары Гитлеров в начале второй половины дня 30 апреля 1945 года. В мемуарах, так же, как и в показаниях на Нюрнбергском процессе, Кемпка заявил, что Мартин Борман погиб, когда танк, в котором он находился, взорвался после попадания снаряда.
В 1975 году книга была переиздана издательством НДПГ «Deutschen Verlagsgesellschaft» под названием «Последние дни Адольфа Гитлера». Правоэкстремистский публицист Эрих Керн переработал издание, добавив главы, не связанные с исходным текстом и не принадлежащие Кемпке. То же самое он проделал и с третьим изданием 1991 года, в результате чего объём книги увеличился втрое (324 страницы по сравнению с 96 страницами издания 1950 года). Тем не менее Кемпка так и значится единственным автором книги.

## Высказывания
После войны, характеризуя некоторых нацистских бонз, Кемпка не стеснялся в выражениях. Так, в интервью американскому писателю Джеймсу П. О’Доннеллу он оценил Германа Фегелейна как «думающего головкой», а про Магду Геббельс сказал, что «когда она находилась рядом с фюрером, можно было услышать, как вибрируют её яичники».

## Образ Кемпки в кино
В американском фильме «Бункер» 1981 года роль Кемпки исполнил актёр Роберт Грэндж, а в немецком фильме «Бункер» 2004 года — Юрген Тонкель.